# 朝鮮民主主義人民共和国の企業一覧
朝鮮民主主義人民共和国の企業一覧 （ちょうせんみんしゅしゅぎじんみんきょうわこくのきぎょういちらん）を示す。

## 金融
- 朝鮮民主主義人民共和国中央銀行
- 朝鮮民主主義人民共和国貿易銀行
- 華麗銀行

## 情報通信
- 朝鮮労働党出版社
- 労働新聞社
- 朝鮮中央放送委員会
- チェオテクノロジー合弁会社
- 外国文総合出版社（平壌外国文出版社）
- 観光宣伝通報社
- 朝鮮出版物輸出入社

## 運輸
- 高麗航空

## 製造
- 金策製鉄所
- 黄海製鉄所
- 城津製鋼所

- 金鍾泰電気機関車連合企業所
- 清津バス工場

- 勝利自動車工場
- 平和自動車（大韓民国との合弁）

- 大同江ビール
- 万寿台創作社

## 建築
- 万寿台海外開発会社

## サービス
- 朝鮮国際旅行社
- 朝鮮国際テコンドー旅行社
- 朝鮮国際体育旅行社
- 国際青少年旅行社
- 平壌高麗国際旅行社
- 朝鮮民族遺産国際旅行社
- 錦繍江山観光旅行社
- 万景国際旅行社
- 三千里旅行社
- 黎明ゴルフ旅行社
- 高麗航空旅行社
- 緑陰亭国際旅行社

- 白頭山旅行社
- 妙香山旅行社
- 七宝山旅行社
- 元山旅行社
- 満浦旅行社
- 羅先国際旅行社